# Фрачишо (Сондрио)
Фрачишо је насеље у Италији у округу Сондрио, региону Ломбардија.
Према процени из 2011. у насељу је живело 170 становника. Насеље се налази на надморској висини од 1326 м.